# Tolna
Tolna és una província del sud-oest del Transdanubi, la part d'Hongria a l'oest del Danubi. Compta amb 3.703,31 km² i amb una població de 250.284 habitants, és la més petita d'Hongria en població i la segona més petita en extensió (després de Tatabánya). Al nord limita amb la província de Fejér, a l'est amb el Danubi, al sud amb la província de Baranya i a l'oest amb la província de Somogy. La seva capital és Szekszárd.

## Història
L'administració estatal introduïda per Esteve I d'Hongria va establir el comtat de Tolna. El comtat va florir fins a l'ocupació turca que el va deixar despoblat. Després de l'ocupació camperols d'origen alemany van ser assentats aquí. Fins a l'any 1779 la capital del comtat era Simontornya, des de llavors és Szekszárd. Els límits actuals de la província es van establir l'any 1950.

## Turisme
El Danubi, les reserves forestals (Gemenc, Gyulaj), el folklore i la regió històrica del vi al voltant de Szekszárd són els punts turístics més valorats.

## Fills il·lustres
- Adolf Müller (1801-1886) compositor i director d'orquestra.

## Municipis
Szekszárd és la capital de la província més petita d'Hongria en població i la segona més petita en extensió (després de Tatabánya), una setena part de la població viu en aquesta ciutat. Tolna no té ciutats grans, hi ha deu localitats amb el grau de ciutat, però és una província rural.

### Ciutats
(ordenades per població, d'acord amb el cens de 2001)
- Dombóvár (21,066)
- Paks (20,954)
- Bonyhád (14,401)
- Tolna (12,195)
- Tamási (9,830)
- Dunaföldvár (9,212)
- Bátaszék (6,925)
- Simontornya (4,606)
- Nagymányok (2,468)
- Gyönk (2,051)